# Viladasens
Viladasens es un municipio y localidad española de la provincia de Gerona, en la comunidad autónoma de Cataluña. El término municipal, ubicado en la comarca del Gironés, tiene una población de 212 habitantes (INE 2024).

## Geografía
El municipio está situado en el noreste de la comarca del Gironés, en el límite con las del Alto Ampurdán, Bajo Ampurdán y Pla de l'Estany.

## Historia

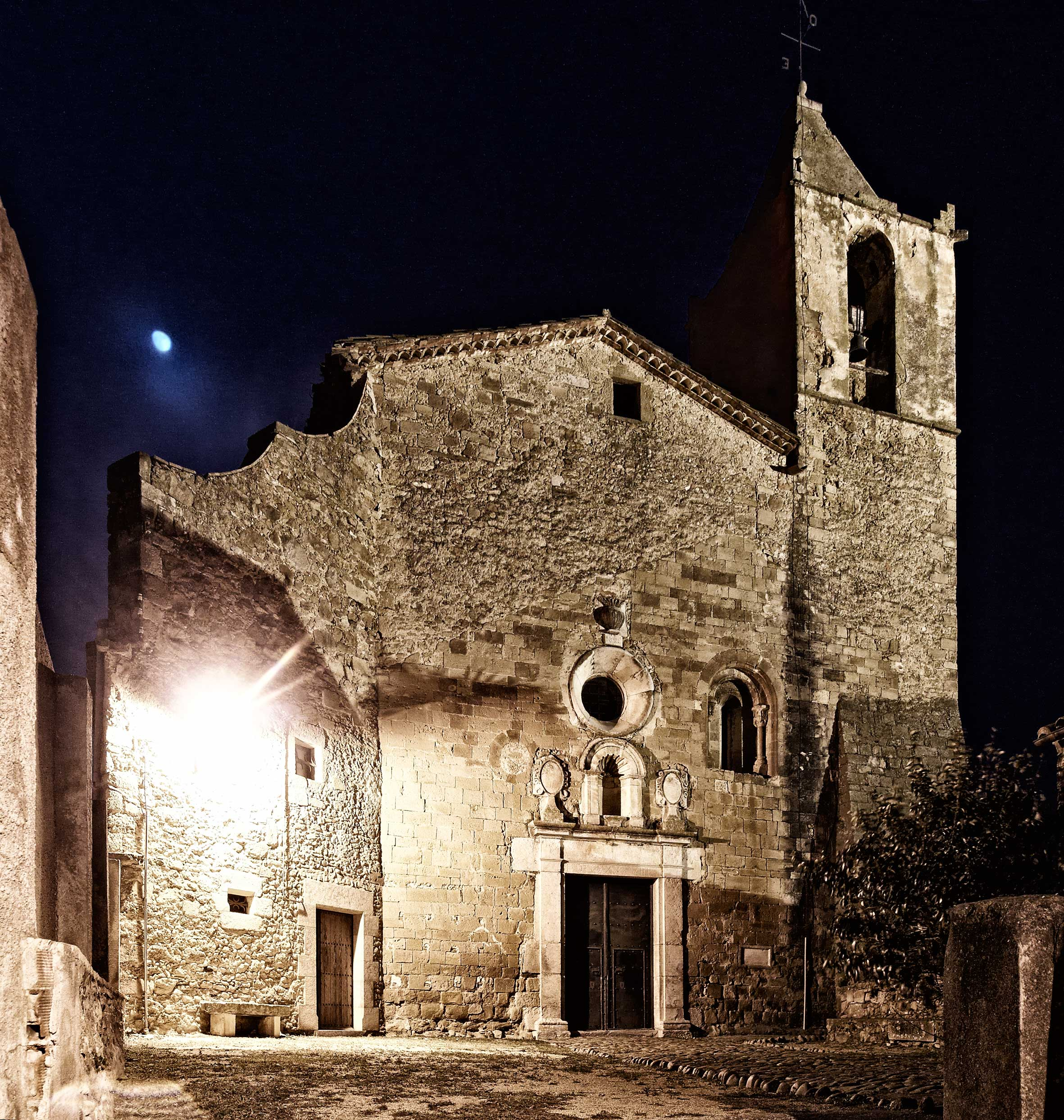
Iglesia parroquial de San Vicente de Viladesens.

El primer documento sobre Viladasens es del año 1058, con el nombre de: villam DEASINIS. Viladasens estuvo poblado en época ibérica, como lo demuestran los hallazgos efectuados en la colina del Pozo del Hielo y sobre todo a la Cruz de Fellines, donde durante la construcción de la autopista excavaban media docena de cabañas de los siglos III-II a. C. que pertenecían a un pequeño centro de producción de cerámica. En época romana la Vía Augusta cruzaba el municipio, a la Plana, a levante del pueblo, se ha identificado una edificación romana que podría corresponder a la mansión (hostal junto a la vía) de Cinniana, que dio nombre a la riera Cinyana.
En el siglo XI ya estaban constituidas las parroquias de Viladasens y Fellines, tal como muestran los documentos de las respectivas iglesias, con elementos románicos. Se tiene noticia de una serie de masías (la Mora, casa faja, es el Adroer ...) que prueban una importante expansión de la agricultura en época medieval. Las dos parroquias formaron también una bailía que fue dominio real durante casi toda la Edad Media y Moderna.
Viladasens ha sido siempre un municipio rural: en el siglo XVIII experimentó un cierto crecimiento, pasando de 250 habitantes en 1718 a 404 en 1787, que se mantuvo sin demasiados cambios hasta mediados del siglo XX. A partir de entonces, los profundos cambios en la agricultura propiciaron el abandono de la actividad de muchos caseríos y la población cayó a la mitad: 357 habitantes del año 1960 pasaron a ser 189 en 1981. Las dos décadas siguientes fueron de estabilidad, con el mantenimiento de algunas explotaciones agrícolas y ganaderas, convenientemente adaptadas a los nuevos tiempos.
Así pues, a pesar de las grandes transformaciones que ha habido en todas partes, Viladasens ha conseguido llegar al siglo XXI manteniendo su fisonomía esencialmente rural, pero sin renunciar a los beneficios del progreso técnico.

## Demografía
Viladasens cuenta con una población de 212 habitantes (INE 2024).
| Gráfica de evolución demográfica de Viladasens entre 1857 y 2021 |
| |
| Población de derecho según los censos de población del INE Población de hecho según los censos de población del INEEntre el censo de 1857 y el anterior, crece el término del municipio porque incorpora a Fallinas |

## Economía
Agricultura de secano y ganadería.

## Patrimonio
- Iglesia parroquial de San Vicente, de estilo barroco (siglo XVIII).
- Iglesia de Sant Martín, de origen románico, con añadidos del siglo XVIII, en Fellines.
- Iglesia de Sant Martín, de estilo románico, en La Móra.
- Masias de Viladasens y Fallines, edificios civiles

## Personas notables
Antonio Machado pasó en este municipio su última noche en España, la del 26 al 27 de enero, antes de cruzar a pie la frontera con Francia.